# Хесен-Хомбург
Хесен-Хомбург (на немски: Landgrafschaft Hessen-Homburg) е ландграфство на Свещената Римска империя от 1622 до 1866 г. в Германия. През 1865 г. то има площ от 221 км² и 27 563 жители.

## История
Създава се от ландграфство Хесен-Дармщат. Първият ландграф е Фридрих I (1585 – 1638) от род Дом Хесен, най-малкият син на ландграф Георг I фон Хесен-Дармщат (1547 – 1596). През 1622 г. той получава господство Хесен до планината Таунус (тогава наричана Die Höhe) и град Хомбург. Резиденцията му е дворец Хомбург, построен през 1680 – 1685 г. от ландграф Фридрих II на мястото на стария замък от ок. 1180 г.
От 1622 до 1768 г. е част от Хесен-Дармщат. От 1806 до 1815 г. Хесен-Хомбург е част от Велико херцогство Хесен. От 1815 до 1866 г. е самостоятелно ландграфство в Германския съюз. След войната през 1866 г. е към Прусия в пруската провинция Хесен-Насау.
На 18 януари 1872 г. линията Хесен-Хомбург измира с Каролина фон Хесен-Хомбург, дъщерята на ландграф Густав (1781 – 1848).